# RawTherapee
 (février 2015).
Si vous disposez d'ouvrages ou d'articles de référence ou si vous connaissez des sites web de qualité traitant du thème abordé ici, merci de compléter l'article en donnant les références utiles à sa vérifiabilité et en les liant à la section « Notes et références ».
RawTherapee est un logiciel libre de traitement d'images photographiques numériques, permettant de traiter des images au format brut, telles que fournies par le capteur photographique, et que l'on trouve sur appareil photographique reflex numérique, et parfois sur certains hybrides ou compacts, et dont le but est de minimiser les pertes de qualité lors du traitement.
Il est à rapprocher en ce sens de Rawstudio et Darktable dans le domaine des logiciels libres, ainsi que de Lightroom dans le domaine des logiciels propriétaires.

## Formats supportés
Il s'appuie sur le logiciel DCRaw de Dave Coffin, pour décoder les images au format brut, lui permettant ainsi de gérer les images aux formats :
- Canon CRW et format du firmware de hack CHDK pour pocket et bridge Canon ;
- Fuji X-Trans (depuis la 4.1) ;
- Kodak KDC ;
- Leica ;
- Minolta ;
- Nikon NEF ;
- Olympus ;
- Panasonic ;
- Pentax ;
- Sony SRF ;

## Fonctionnalités
Le logiciel permet d'utiliser les algorithmes AMaZE, EAHD, HPHD, VNG4 et AHD (dématriçage), IGV, LLMSE (minimisation de variance), DCB, fast et bilinéaire. Contrairement au décodage des formats, il utilise ses propres implémentations des algorithmes pour le traitement des images.
Depuis juin 2014, la version 4.1 inclut le développement des images brutes Fuji X-Trans (Fuji X10, X20, X100, XE, X-M, X-Pro…) en utilisant un algorithme X-Trans distinct de celui des autres capteurs. Ce choix fait de RawTherapee le logiciel le plus complet au niveau du choix des méthodes de dématriçage, même par rapport aux logiciels propriétaires comme LightRoom, qui le plus souvent n'informent pas l'usager sur cet aspect du traitement. Il a une interface et méthode de travail assez différente de Darktable, l'autre logiciel libre de dématriçage.
RawTherapee n'est pas, comme Gimp ou Photoshop un éditeur d’images matricielles complet, mais un logiciel orienté vers le traitement non destructif des images brutes. Toutefois, il permet également de traiter les images matricielles aux formats jpeg, TIFF, PNG, et de leur appliquer toutes les opérations qui ne sont pas liées au dématriçage raw : réglages de la couleur et du contraste, ajustement des courbes, réduction du bruit, amélioration de la netteté, correction de l'aberration chromatique et de la frange violette, de la courbure de l'objectif, etc.
Les réglages de traitement d'image sont enregistrés dans un fichier annexe dont l'extension est PP3, mais le remplacement de ce format par des fichiers XML est en cours, et déjà accessible aux testeurs dans la branche "xml" du projet.
RawTherapee comporte un navigateur de fichiers, une file d'attente de traitement et une fenêtre d'édition. Il n'est en revanche pas orienté dans la gestion de collection de photos comme le sont GTKam, DigiKam, F-Spot ou Lightroom, ni dans le contrôle à distance de l'appareil photo numérique, comme le sont GTKam, DigiKam, Darktable ou Entangle. Il convient mieux à des utilisateurs qui souhaitent garder un contrôle maximum sur les opérations effectuées sur leurs fichiers, au prix, parfois, d'une certaine complexité apparente.
Un fork basé sur RawTherapee a été créé sous le nom de ART. Il propose une interface plus intuitive pour le rendre plus accessible

## Articles Connexes
- darktable
- digiKam
- LightZone